# Élections cantonales françaises de 1845
Des élections cantonales sont organisées en France en novembre 1845.